# 索苞
索 苞（さく ほう、生没年不詳）は、五胡十六国時代前涼の人物。敦煌郡の出身。

## 生涯
文武に才能を有していた。始め、孝廉に推挙され、郎中に任じられた。
征伐に際してはいつも敵軍を破り、その武勇は三軍に冠していた。その為、時の人は彼を関羽と比べたという。
ある時、宋澄が金城において羌族3千に包囲され、孤立してしまい危機に陥った。索苞は騎兵五千を率い、剣を奮って城内へ突入すると、宋澄軍と合流した。索苞は宋澄と共に座って相対し、その掌を触って大笑した。
羌族はみな盾を帯びて刀を抜き、四方から迫ったが、索苞は宋澄へ「君はただ安心し、我が撃つのを見ているのだ」と言い放った。
そして、矢を番えて放つと、その弦の音と共にみな倒れ、すべて楯を貫通して敵に命中していた。すぐに30人余りを射殺し、100人余りを負傷させた。これにより羌族は散走し、人々は彼を神の如しと称えた。